# Ivan Đurđević
Ivan Đurđević (Belgrado, 5 febbraio 1977) è un allenatore di calcio ed ex calciatore serbo, di ruolo centrocampista, tecnico del Chrobry Głogów.

## Carriera

### Club
Segna il primo gol con il Lech Poznań il 22 novembre 2008 nella vittoria, proprio grazie al suo gol, fuori casa per 0-1 sul KS Cracovia.

## Palmarès

### Giocatore

#### Competizioni nazionali
- Campionato polacco: 1

Lech Poznan: 2009-2010
- Coppa di Polonia: 1

Lech Poznan: 2008-2009
- Supercoppa di Polonia: 1

Lech Poznan: 2009